# Orbois (cépage)
Pour les articles homonymes, voir Arbois (homonymie) et Orbois.
L'orbois B, aussi appelé arbois ou menu pineau, est un cépage blanc de vigne d'origine française. Originaire du Val de Loire et plus précisément de Touraine ou du Loir-et-Cher, son nom viendrait d’orboué, un mot du patois local[réf. souhaitée].

## Origine et répartition
Ce cépage originaire de Touraine ou du Loir-et-Cher ne semble pas avoir été exporté hors du Val de Loire. Il est classé recommandé dans les départements de l'Indre, de l'Indre-et-Loire, du Loir-et-Cher, du Loiret, des Deux-Sèvres et de la Vienne[réf. souhaitée].
Il fait partie des cépages autorisés dans la composition des vins de l'IGP Val de Loire blanc, de l'AOC Crémant de Loire, de l'AOC Touraine mousseux et, jusqu’à la récolte 2016, de l'AOC Touraine blanc, mais aussi des AOC Cheverny blanc, Valencay blanc et Vouvray, dans lesquelles il doit toutefois être minoritaire dans l'assemblage final.
L'orbois est cultivé sur seulement 149 hectares en France en 2018. Ses surfaces sont en forte baisse depuis 1968 puisqu'il s'étendait alors sur 1 455 hectares.
Il constituait autrefois le quart de l'encépagement blanc de l'Orléanais, apportant souplesse et tendreté au chenin. Les progrès dans la valorisation du chenin l'ont relégué au rang d'accessoire[réf. nécessaire].

## Caractères ampélographiques
L'orbois se caractérise par:
- De jeunes feuilles de couleur jaune à plages bronzées, avec une densité forte à très forte des poils couchés,
- Des rameaux herbacés avec des entre-nœuds de couleur rouge,
- Des feuilles adultes de petite taille, entières ou avec des sinus latéraux peu profonds, un sinus pétiolaire en V ou en lyre peu ouvert ou fermé, de courtes dents par rapport à leur largeur à la base, à côtés convexes, une forte pigmentation anthocyanique des nervures, un limbe bullé, ondulé entre les nervures et involuté et, à la face inférieure, une forte densité des poils dressés et couchés,
- Des baies de forme légèrement elliptique.

## Aptitudes culturales et œnologiques
L'orbois est un cépage vigoureux, mais moyennement productif (40 à 80 hectolitres à l'hectare)[réf. souhaitée]. Il débourre en moyenne 3 jours avant le chasselas et il atteint sa maturité en deuxième époque, 2 semaines et demie après le chasselas. Moyennement vigoureux, il présente une bonne fertilité et est peu sensible à la pourriture. 
Seul, il donne un vin sec, frais, souple, mais peu acide et relativement alcooleux. C’est pourquoi il est essentiellement utilisé pour l'élaboration de vins mousseux en assemblage[réf. souhaitée]. 

## Synonymes
L'orbois peut porter les noms de :
- Arbois
- Arbois blanc
- Blanc verdet
- Herbois
- Menu
- Menu pineau
- Menu pineau de Vouvray
- Orboe
- Orboue
- Petit pineau
- Pinot verdet
- Verdet